# U̍
Cette page contient des caractères spéciaux ou non latins. S’ils s’affichent mal (▯, ?, etc.), consultez la page d’aide Unicode.
U̍ (minuscule : u̍), appelé U ligne verticale, est une lettre utilisée dans l'écriture du monégasque, du moyen haut allemand, la standardisation et uniformisation de l'orthographe au Congo-Kinshasa, la romanisation pe̍h-ōe-jī et le système de romanisation taïwanais.
Elle est formée de la lettre U diacritée d’une ligne verticale.

## Utilisation

### Monégasque
En monégasque, l’orthographe utilise la ligne verticale pour indiquer l’accent tonique irrégulier, c’est-à-dire lorsqu’il n’est pas sur l’avant-dernière syllabe pour les mots terminés par une voyelle et la dernière syllabe pour les mots terminés par une consonne.

### Standardisation au Congo-Kinshasa
La standardisation et uniformisation de l'orthographe du Congo-Kinshasa utilise la ligne verticale pour indiquer le ton moyen dans les langues tonales ayant besoin de le distinguer. Le ‹ u̍ › représente un ‹ u › avec un ton moyen.

### Pe̍h-ōe-jī et système de romanisation taïwanais
Dans le pe̍h-ōe-jī et le système de romanisation taïwanais utilisé pour écrire le minnan,  le ‹ u̍ › représente un ‹ u › avec le ton 8 u˥˥.

## Représentations informatiques
Le U ligne verticale peut être représente avec les caractères Unicode suivants :
- décomposé (latin de base, diacritiques)[1],[2] :

| formes    | représentations | chaînes de caractères | points de code | descriptions                                                  |
| --------- | --------------- | --------------------- | -------------- | ------------------------------------------------------------- |
| capitale  | U̍               | U◌̍                    | U+0055 U+030D  | lettre majuscule latine u diacritique ligne verticale en chef |
| minuscule | u̍               | u◌̍                    | U+0075 U+030D  | lettre minuscule latine u diacritique ligne verticale en chef |